# Gediminasův hrad
Gediminasův hrad (též Horní hrad) je hrad v hlavním městě Litvy Vilniusu. V historických zápisech se ve Vilniusu vzpomínají tři hrady: Horní hrad (častěji nazývaný Gediminasův hrad), Dolní hrad, který se nachází na Hradní hoře a Křivý hrad na dnešní Hoře tří křížů. Nejstarším hradem Vilniusu je Gediminasův hrad.

## Historie
První dřevěný hrad byl v těchto místech postaven někdy na přelomu 13. a 14. století na příkaz knížete Gediminase. Když se z Vilniusu stalo hlavní město, hrad začali zpevňovat kamennými zdmi.
Během války s Moskvou v 17. století byl hrad vážně poškozen. Na začátku 20. století z něj zbyly jen zříceniny, ale díky rekonstrukčním pracím v třicátých letech 20. století se jej jako jednu z hlavních pamětihodností Vilniusu podařilo zachovat. Hrad byl restaurován také v letech 1948–1949.